# Руський Кугунур
Ру́ський Кугуну́р (рос. Русский Кугунур, марій. Руш Кугунур) — село у складі Куженерського району Марій Ел, Росія. Входить до складу Шудумарського сільського поселення.

## Населення
Населення — 219 осіб (2010; 201 у 2002).
Національний склад (станом на 2002 рік):
- марі — 71 %
- росіяни — 29 %